# Alexander von Zemlinsky
Alexander Zemlinsky o Von Zemlinsky (Viena, 14 d'octubre de 1871 – Larchmont, Nova York, 15 de març de 1942) va ser un compositor, director d'orquestra i professor austríac.
En els seus primers anys de composició, Zemlinsky  va guanyar notorietat amb les seves obres de cambra que, tot i ser original i innovador, va rebre les crítiques severes de Brahms per la seva audàcia harmònica i la manca de cohesió tonal. Aquest fet va marcar un punt d'inflexió en la seva obra. La vida personal i professional de Zemlinsky també va quedar profundament marcada per la seva relació amb Arnold Schönberg. Tots dos es van fer amics i més tard Zemlinsky va exercir de mentor de Schönberg. El 1901, Schönberg es va casar amb Mathilde, la germana de Zemlinsky, solidificant encara més el vincle entre ells. Mentre tant, Zemlinsky va experimentar un enamorament no correspost amb Alma Schindler, alumna seva i futura esposa de Gustav Mahler. El dolor derivat del rebuig d'Alma, que a més el va ridiculitzar per la seva aparença física, es va reflectir de manera profunda en la seva música, amb obres com la Suite lírica i l'òpera Der Zwerg. Les seves composicions reflecteixen el seu turment com a resultat de l'impacte d'aquest rebuig en la seva vida personal.
Zemlinsky va ensenyar orquestració a l'escola d'Eugenie Schwarzwald a partir de 1903, influenciant compositors com Berg, Webern i Korngold. El 1904, ell i Schönberg, amb el suport de Mahler, van fundar la Vereinigung Schaffender Tonkünstler per promoure la nova música a Viena. Zemlinsky no estava a favor de l'atonalisme i mantenia que els artistes havien de respectar els límits de la bellesa en la composició. La seva carrera com a director d'orquestra va ser notable, especialment pel seu treball amb Mahler. Després de l'Anschluss, va emigrar a Nova York, on va morir el 1942, en gran part sense ser reconegut.

## Biografia

### Primers anys de vida
Zemlinsky va néixer a Viena en una família molt diversa. L'avi de Zemlinsky, Anton Semlinski, va emigrar de Žilina, Hongria (ara a Eslovàquia), a Àustria i es va casar amb una austríaca. Tots dos eren de famílies fermament catòliques, i el pare d'Alexandre, Adolf, es va criar com a catòlic. La mare d'Alexandre, Clara Semo, va néixer a Sarajevo de pare jueu sefardita i mare bosniana. Tota la família d'Alexander es va convertir a la religió del seu avi matern, el judaisme, i Zemlinsky va néixer i es va criar com a jueu. El seu pare va afegir un aristocràtic "von" al seu nom, tot i que ni ell ni els seus avantpassats havien estat ennoblits. També va començar a escriure el seu cognom en hongarès "Zemlinszky". També era maçó.
Alexander va estudiar piano des de petit. Va tocar l'orgue a la seva sinagoga els dies festius i va ser admès al Conservatori de Viena el 1884. Va estudiar piano amb Anton Door, guanyant el premi de piano de l'escola el 1890. Va continuar els seus estudis fins al 1892, estudiant teoria amb Robert Fuchs i composició amb Johann Nepomuk Fuchs i Anton Bruckner. En aquesta època va començar a escriure música.
En Johannes Brahms, Zemlinsky va tenir un valuós partidari. El juliol de 1892, per invitació del professor de Zemlinsky Johann Nepomuk Fuchs, Brahms va assistir a una interpretació del primer moviment de la Simfonia en re menor de Zemlinsky al Conservatori. El març de 1896, Brahms va assistir a una interpretació del Quintet de corda en re menor de Zemlinsky pel Quartet Hellmesberger. Impressionat amb la música de Zemlinsky, Brahms va recomanar el Trio per a clarinet (1896) del jove compositor a la companyia N. Simrock perquè el publiqués.

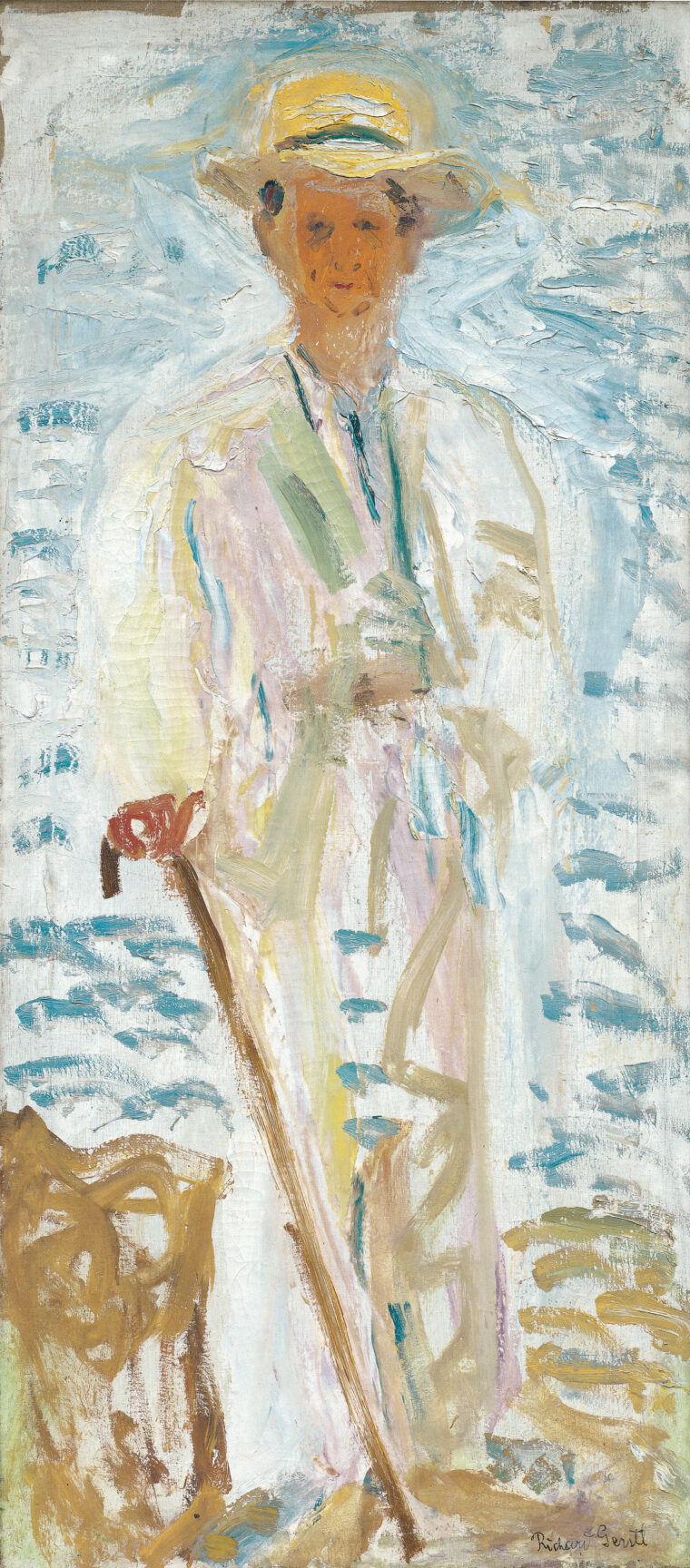
Retrat d'Alexander von Zemlinsky per Richard Gerstl, juliol de 1908.

Zemlinsky també va conèixer Arnold Schönberg quan aquest es va incorporar a l'orquestra amateur Polyhymnia com a violoncel·lista; Zemlinsky havia fundat aquest grup el 1895. Els dos es van fer amics íntims i més tard admiradors mutus i cunyats quan Schönberg es va casar amb la germana de Zemlinsky, Mathilde. Zemlinsky va donar a Schönberg lliçons de contrapunt, convertint-se així en l'únic professor de música formal que tindria Schönberg.
El 1897, Zemlinsky va compondre la Simfonia núm. 2 (cronològicament la tercera que havia escrit, i de vegades numerada com a tal) per presentar-la al Premi Beethoven, un concurs inaugurat i patrocinat per Brahms. Zemlinsky va guanyar el primer premi, compartint els honors amb Robert Gound. La seva reputació com a compositor es va veure més impulsada quan Gustav Mahler va dirigir l'estrena de la seva òpera Es war einmal (Hi havia una vegada) a l'⁣Hofoper l'any 1900. El 1899 Zemlinsky va aconseguir el càrrec de mestre de capella al Carltheater de Viena.
El 1899, Zemlinsky es va convertir al protestantisme. Va al·ludir a la creu cristiana i a Jesús en el text de Turmwächterlied, i va incloure versos dels Salms en diverses de les seves composicions.

### Anys mitjans
El 1900, Zemlinsky va conèixer i es va enamorar d'⁣Alma Schindler, una de les seves estudiants de composició. Inicialment, ella va correspondre els seus sentiments; no obstant això, Alma va sentir una gran pressió per part dels amics i la família per posar fi a la relació. Estaven principalment preocupats per la manca de reputació internacional de Zemlinsky i per la seva aparença física poc atractiva. Ella va trencar la relació amb Zemlinsky i posteriorment es va casar amb el compositor Gustav Mahler el 1902. L'episodi va inspirar la fantasia orquestral de Zemlinsky Die Seejungfrau, acabada el 1903 i interpretada per primera vegada el 1905. Zemlinsky es va casar amb Ida Guttmann el 1907, però el matrimoni va ser infeliç. Després de la mort d'Ida el 1929, Zemlinsky es va casar amb Luise Sachsel el 1930, una dona vint-i-nou anys més jove que ell, i a la qual havia donat classes de cant des del 1914. Aquesta va ser una relació molt més feliç, que va durar fins a la mort de Zemlinsky.

### Darrers anys

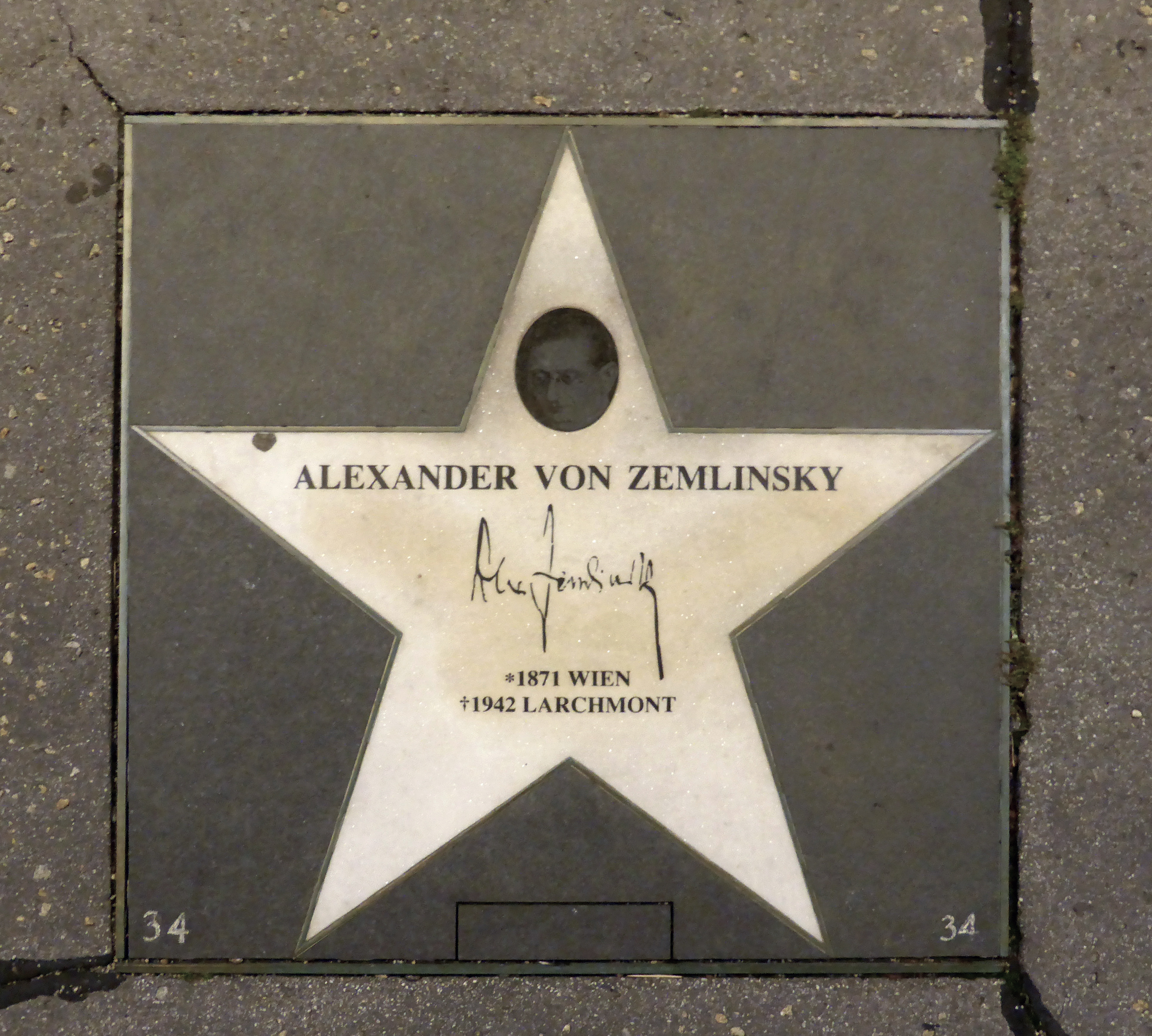
Passeig de la Fama de Viena

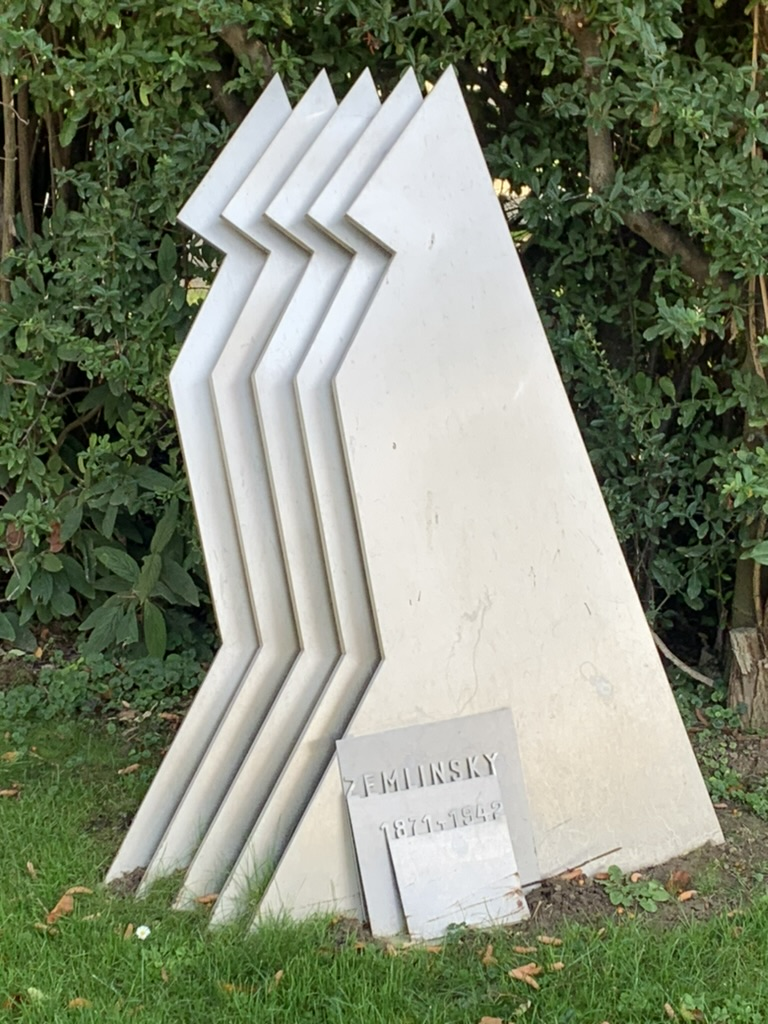
La tomba de Zemlinsky al Zentralfriedhof, Viena.

El 1906 Zemlinsky va ser nomenat primer mestre de capella de la nova Volksoper de Viena, de 1907/1908 a la Hofoper de Viena. De 1911 a 1927, va ser director del Deutsches Landestheater de Praga, estrenant Erwartung de Schönberg el 1924. Zemlinsky es va traslladar a Berlín, on va ensenyar i va treballar amb Otto Klemperer com a director a l'⁣Òpera Kroll.

### Època nazi
Amb l'ascens del Partit Nazi, va fugir a Viena el 1933. No hi va ocupar cap càrrec oficial i va concentrar-se a compondre i va fer alguna aparició ocasional com a director convidat. El 1938, la parella Zemlinsky va aconseguir escapar via Praga fins a Nova York. Els seus béns van ser confiscats per pagar l'"impost de vol del Reich" imposat als jueus. La seva col·lecció, que incloïa "una obra de Schiele, diversos gravats, catifes" va ser, segons la German Lost Art Foundation, "alliberada i presumiblement exportada als EUA".
Tot i que el seu compatriota emigrat Schönberg va ser celebre a Los Angeles dels anys 30 i 40, ensenyant a la Universitat de Califòrnia, Los Angeles i la Universitat del Sud de Califòrnia i guanyant una nova generació d'acòlits, Zemlinsky va ser negligit i pràcticament desconegut al seu país adoptiu. Va caure malalt, va patir una sèrie d'⁣ictus i va deixar de compondre. Zemlinsky va morir a Larchmont, Nova York, de pneumònia el 1942.

## Obra
L'obra més coneguda de Zemlinsky és probablement la Simfonia lírica (1923), una obra en set moviments per a soprano, baríton i orquestra sobre poemes del poeta bengalí Rabindranath Tagore (en traducció a l'alemany), que el mateix Zemlinsky va comparar en una carta al seu editor amb Das Lied von der Erde, de Mahler. L'obra va exercir una notable influència sobre Alban Berg; la Suite lírica d'aquest està dedicada a Zemlinsky.
Altres obres orquestrals són el poema simfònic Die Seejungfrau (La Sirena), estrenat en el mateix concert en què es va estrenar Pelleas und Melisande de Schönberg (Viena, 1905) i una tardana Sinfonietta en tres moviments (1934, admirada per Schönberg i composta en un estil semblant al de les obres simfòniques del mateix període d'autors com Paul Hindemith, Kurt Weill i Dmitri Xostakóvitx). També va compondre música de cambra, d'entre la que cal destacar quatre quartets de corda, òpera (destacant Eine florentinische Tragödie (Una tragèdia florentina) (1915-16) sobre Oscar Wilde), i el ballet Der Triumph der Zeit (1901).
La influència de Brahms és palesa en les obres de joventut, però en obres posteriors va adoptar el tipus d'harmonia estesa que havia impulsat Wagner, i que tant havia influït sobre Mahler. Al contrari que el seu amic Schönberg, Zemlinsky mai no va compondre música atonal, i mai va usar la tècnica dodecafònica creada per aquell.
Com a director d'orquestra, Zemlinsky va ser admirat per compositors com Weill i Stravinski, sobretot per les seues interpretacions de Mozart, però també per les de música contemporània.

## Obres principals
Orquestra
- Simfonia (núm. 1) per a orquestra (1891, fragment)
- Simfonia núm.1 (núm. 2) per a orquestra (1892/1892)
- Suite per a orquestra (c.1895)
- Simfonia núm.2 (núm. 3) per a orquestra (1897)
- Drei Ballettstücke. Suite de Der Triumph der Zeit per a orquestra (1902)
- Die Seejungfrau (La Sirena) per a orquestra (1902/03, estrenat a Viena el 1905)
- Simfonia lírica (1923)
- Sinfonietta per a orquestra op. 23 (1934, estrenada a Praga,1935)

Òpera
- Sarema, òpera (llibret del compositor, Adolf von Zemlinszky i Arnold Schönberg, 1893–95, estrenada a Múnic 1897)
- Es war einmal ... (Temps era temps...), òpera (llibret de Maximilian Singer sobre Holger Drachmann, 1897–99, estrenada a Viena 1900)
- Der Traumgörge, òpera (llibret de Leo Feld, 1904–06)
- Kleider machen Leute (L'hàbit fa al monjo), òpera (llibret de Leo Feld, sobre Gottfried Keller) (tres versions, 1908-1909/1910/1922)
- Eine florentinische Tragödie (Una tragèdia florentina), òpera en un acte op. 16 (llibret d'Oscar Wilde/ Max Meyerfeld, 1915/16)
- Der Zwerg (El nan), òpera en un acte op. 17 (llibret de Georg C. Klaren sobre drama d'Oscar Wilde, 1919–21, estrenada a Colònia el 1922)
- Der Kreidekreis, òpera en tres actes op. 21 (llibret del compositor sobre Klabund, 1930–32, estrenada a Zuric el 1933)
- Der König Kandaules, (El rei Kandaules) òpera en tres actes op. 22 (llibret del compositor sobre text d'André Gide en la traducció alemanya de Franz Blei, 1935/36, orquestració conclosa per Antony Beaumont 1992–96)

Altres obres per a l'escena
- Ein Lichtstrahl, Mimodrama per a piano (text d'Oskar Geller, 1901, rev. 1902)
- Ein Tanzpoem. Un Poema Dansat en un acte per a orquestra (Hugo von Hofmannsthal (1901–04, versió definitiva del ballet Der Triumph der Zeit (1901))
- Música incidental per a Cymbeline, de Shakespeare, per a tenor, recitador i orquestra (1913–15)

Obres corals
- Frühlingsbegräbnis (Paul Heyse) per a soprano, baríton, cor i orquestra (1896/97, rev. c. 1903)
- Salm 83 per a solistes, cor i orquestra (1900)
- Salm 23 per a cor i orquestra op. 14 (1910, estrena, Viena 1910)
- Salm 13 per a cor i orquestra op. 24 (1935)

Veu(s) i orquestra
- Maiblumen blühten überall (Richard Dehmel) per a soprano i sextet de corda (c. 1902/03)
- Sechs Gesänge sobre poemes de Maurice Maeterlinck op. 13 (1913, orquestrat 1913/21))
- Symphonische Gesänge per a baríton o contralt i orquestra op. 20. (texts d'Afrika singt. Eine Auslese neuer afro-amerikanischer Lyrik, 1929)
- Lyrische Symphonie, op. 18 per a soprano, baríton i orquestra (sobre poemes de Rabindranath Tagore) (1922/23)

Cançons per a veu i piano
- Walzer-Gesänge nach toskanischen Liedern von Ferdinand Gregorovius op. 6 (1898)
- Irmelin Rose und andere Gesänge op. 7 (1898/99)
- Turmwächterlied und andere Gesänge op. 8 (1898/99)
- Ehetanzlied und andere Gesänge op. 10 (1899–1901)
- Sechs Gesänge nach Gedichten von Maurice Maeterlinck op. 13 (1913)
- Sechs Lieder op. 22 (1934; estrens, Praga in 1934)
- Zwölf Lieder op. 27 (1937)
- Tres Cançons (Irma Stein-Firner) (1939)

Música de cambra
- Trio per a clarinet, violoncel i piano en re menor, Op. 3 (1896)
- Quartet de corda No. 1 op. 4 (1896)
- Quartet de corda No. 2 op. 15 (1913–15, estrena, Viena 1918)
- Quartet de corda No. 3 op. 19 (1924)
- Dos moviments per a quintet de corda (1927)
- Quartet de corda No. 4 (Suite) op. 25 (1936)
- Quartet (Dos fragments) per a clarinet, violí, viola i violoncel (1938/39)
- Humoreske (Rondó), per a quintet de vent (1939)

Piano
- Albumblatt (Erinnerung aus Wien) (1895)
- Fantasien über Gedichte von Richard Dehmel op. 9 (1898)
- Menuett (de Das gläserne Herz) (1901)